# Tod’s
Tod’s ist ein italienischer Modekonzern der für Schuhe, Taschen und Lederaccessoires im oberen Preissegment bekannt ist. Zum Konzern gehören die Schuh- und Modemarken Tod’s, Hogan, Fay und Roger Vivier. Das Unternehmen wird in dritter Generation von der Familie Della Valle geführt.

## Unternehmensgeschichte

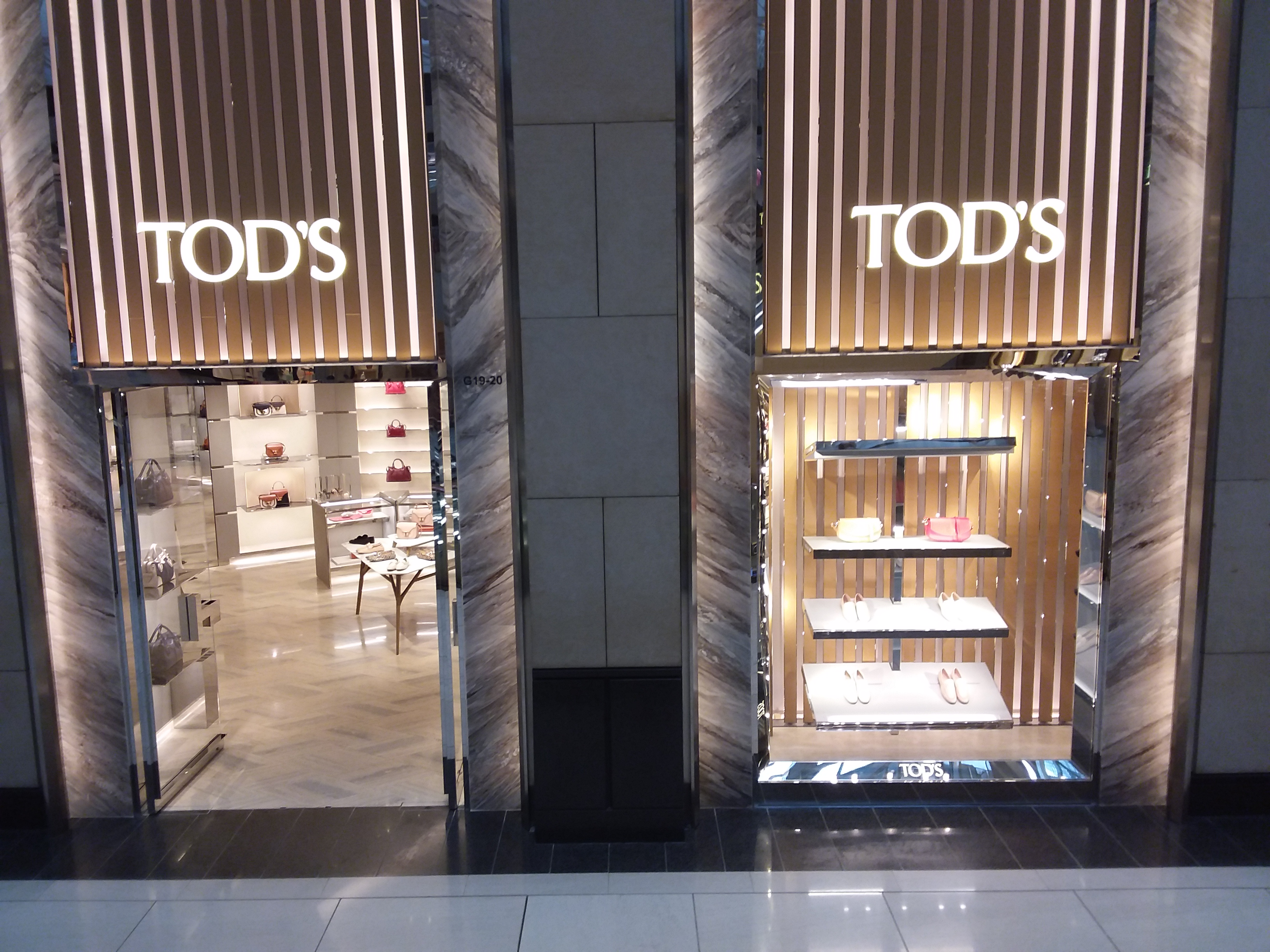
Tod’s-Ladengeschäft in Hongkong

Anfang der 1900er Jahre gründete der Schuster Filippo Della Valle eine kleine Schuhfabrik in den Marken. Sein Sohn Dorino führte das Unternehmen weiter und exportierte bereits Schuhe nach Nordamerika. Mit dem Firmeneinstieg von Dorinos Sohn Diego Della Valle (* 30. Dezember 1953), der dafür sein Jurastudium abbrach und bis heute Hauptanteilseigner des Unternehmens ist, entwickelte sich das Familienunternehmen ab Ende der 1970er schließlich zum internationalen Industriebetrieb. Diego Della Valle dachte sich für das Unternehmen 1978 den international einfach auszusprechenden Namen JP Tod’s aus und verkürzte den Markennamen Ende der 1980er Jahre auf Tod’s.
Ein hochwertig gearbeiteter, eleganter Leder-Mokassin mit Gumminoppen an der Sohle, der den in den 1950er Jahren in Italien für den Automobilsport entwickelten Autofahrer-Schuhen (driving shoes) nachempfunden war, wurde zum Verkaufsschlager des Unternehmens. Die Tatsache, dass in den 1980er Jahren unter anderem der Fiat-Erbe Giovanni Agnelli mit Tod’s-Schuhen und in den 1990er Jahren Prinzessin Diana mit einer Tod’s-Handtasche (Modell D-Bag) in den Medien abgebildet wurden, trug maßgeblich zum Renommee der Marke bei. In den 1980er Jahren lancierte Della Valle zudem die Marken Hogan (sportliche Schuhe) und Fay (Bekleidung).
Heute ist die Tod’s S.p.A. die Holdinggesellschaft einer Gruppe, die sich mit den Marken Tod’s und Hogan weltweit zwischen den wichtigsten Luxusschuh- und Luxuslederwaren-Herstellern und Großhändlern behauptet. Der Firmensitz befindet sich in Sant’Elpidio a Mare. Diego della Valle brachte das Unternehmen im Jahr 2000 an die Börse und veräußerte dafür 25 % seiner Anteile am Familienunternehmen. Zum Stand Ende 2010 hielt Della Valle nahezu 57 % des Aktienkapitals der Tod’s S.p.A., nachdem er kurz zuvor Aktien im Wert von 300 Mio. US-Dollar verkauft hatte. Della Valle hält zudem nahezu 20 % der Anteile der amerikanischen Luxuskaufhaus-Kette Saks Fifth Avenue, die bereits von seinem Vater mit Schuhen beliefert worden war.

## Markenportfolio

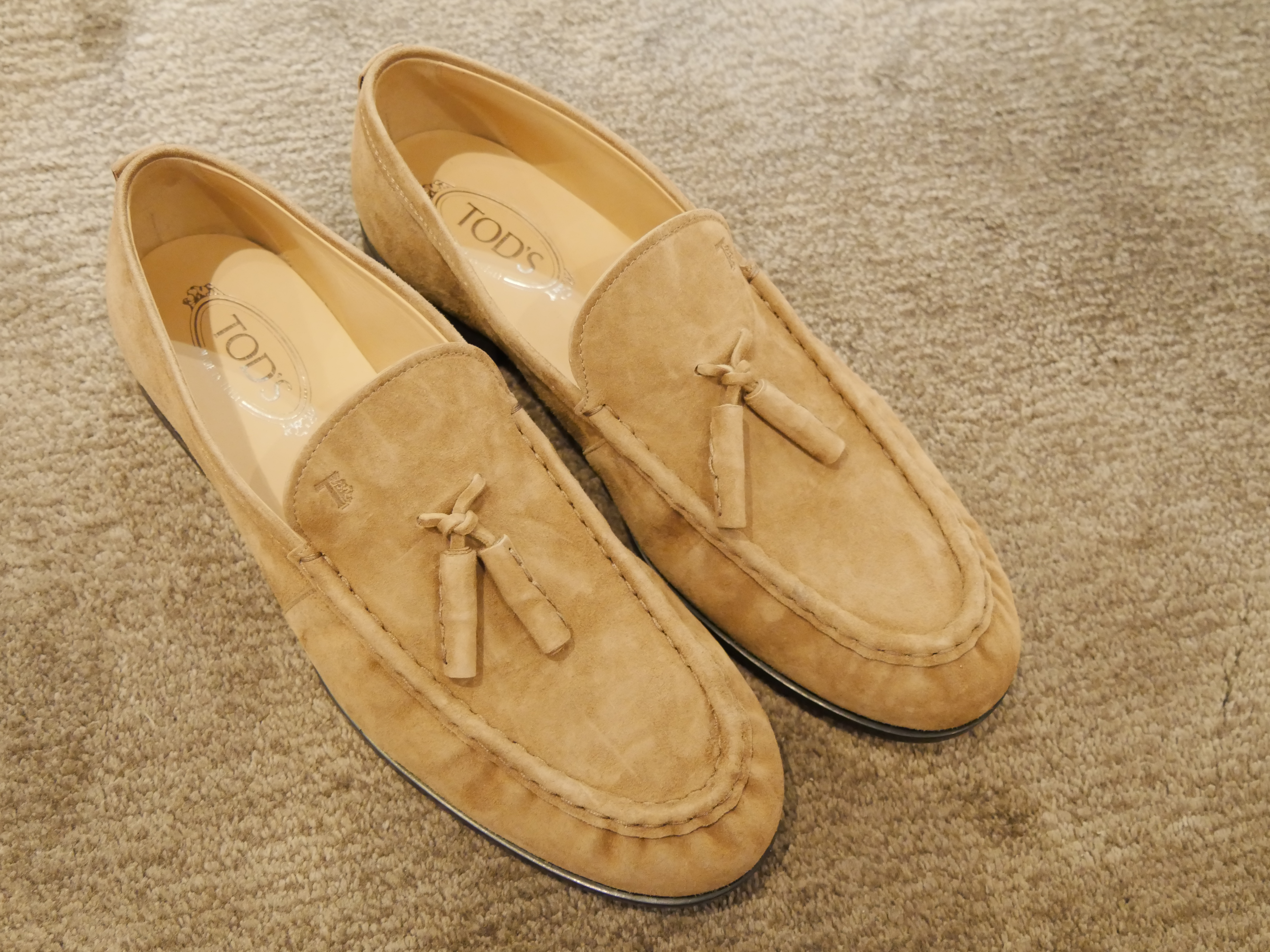
Mokassins der Marke Tod’s

- Die Marke Tod’s ist heute vor allem für handgemachte Taschen und Mokassins bekannt, bei denen 133 Gumminoppen (Gommino) als Sohle dienen. Als Vorbild für den Tod’s-Mokassin mit den Noppen diente das Modell der italienischen Schuhmarke Car Shoe (1963 gegründet, seit 2001 Teil der Prada-Gruppe), jedoch vermarktete Diego Della Valle sein Produkt besser. So schenkte er prominenten Persönlichkeiten ein Paar der Mokassins. Immer öfter sah man die Schuhe an den Füßen Prominenter in verschiedenen Zeitungen, was bis heute zum hohen Bekanntheitsgrad der Marke beiträgt. Diego Della Valle entdeckte den Mokassin wieder und produziert ihn als elegant-sportlichen Freizeitschuh. Handtaschen kamen in den 1990er Jahren zum Portfolio hinzu. Unter der Marke Tod’s werden zudem Lederaccessoires, Sonnenbrillen und in kleinem Umfang eine Oberbekleidungs-Kollektion mit Schwerpunkt Lederjacken vertrieben. 2006 wurde der amerikanische Modedesigner Derek Lam als Kreativdirektor verpflichtet. Lam verließ das Unternehmen 2012. Weltweit gab es zum Stand 2010 ca. 170 Tod’s-Ladengeschäfte, wovon 115 der Tod’s S.p.A. gehörten. Darüber hinaus gibt es in Italien seit 2002 ca. 20 firmeneigene DEV Boutiques, in denen ausschließlich die Marken Tod’s, Hogan und Fay verkauft werden.

- Hogan ist eine 1986 von Diego della Valle lancierte Schuhmarke für Damen, Herren und Kinder, die für ihre sportlichere Linie (Sneaker) bekannt ist und unter deren Namen auch Handtaschen, Jacken und Sonnenbrillen vertrieben werden. Ende 2010 wurde der Designer Karl Lagerfeld für eine Design-Kooperation für Damenschuhe, -mode und -taschen unter dem Namen Hogan by Karl Lagerfeld verpflichtet, die in den folgenden Saisons fortgesetzt wurde.[7] Zum Stand 2010 gab es weltweit ca. 20 Hogan-Geschäfte, 2020 mehr als 60.[8]

- Das Mitte der 1980er Jahre erschaffene Modelabel Fay hat sich auf Jacken und Mäntel spezialisiert, wenngleich für Damen, Herren und Kinder komplette Bekleidungs-Kollektionen angeboten werden. Bekannt ist die Marke für ihr in Anlehnung an Feuerwehrjacken konzipiertes Design. In Rom und Mailand gibt es eigene Fay-Geschäfte.

- Die französische Marke Roger Vivier wurde von dem Schuhdesigner Roger Vivier (1907–1998) Anfang der 1950er Jahre etabliert. Er kreierte unter anderem bis in die 1960er Jahre Schuhe für Christian Dior. Della Valle kaufte die Marke 2003, stellte den italienischen Designer Bruno Frisoni ein und vollzog mit Schuhen und Handtaschen einen erfolgreichen Relaunch der Traditionsmarke, unter deren Namen weltweit Einzelhandelsgeschäfte bestehen.

Darüber hinaus erwarb Diego Della Valle außerhalb der Tod’s-Gruppe 2006 die italienisch-französische Marke Elsa Schiaparelli, die seit 1952 nicht mehr am Markt vertreten gewesen war. Im Juli 2012 öffnete an der Pariser Place Vendôme eine Schiaparelli-Boutique ihre Türen.

## Aktivitäten
Im Jahre 2010 sagte Diego Della Valle der Stadtregierung von Rom zu, sich bei der dringend erforderlichen Restaurierung des Kolosseums finanziell zu beteiligen, zog dieses Angebot jedoch im Januar 2012 kurzfristig zurück, nachdem sein Vorhaben, mit diesem Projekt Werbung für seine Firma zu machen, in der Öffentlichkeit angegriffen wurde. Letztendlich wird er sich aber an der Restaurierung mit 25 Millionen Euro beteiligen. Ein letztes Urteil eines Gerichts über den Sponsorvertrag wurde für den 29. Januar 2013 erwartet.
Ab 1997 erfolgte im Rahmen eines Konsortiums eine Beteiligung an der damals privatisierten Cinecittà. 2017 kaufte der italienische Staat die Studios von dem Privatkonsortium zurück.
Ab 2012 wurde das Unternehmen Tod’s S.p.A. in den Stiftungsrat der Mailänder Scala aufgenommen. Damit einher geht eine finanzielle Unterstützung für das Opernhaus von mehr als 5 Mio. Euro.